# Colonna sonora di Star Wars Rebels
Di seguito la colonna sonora della serie animata statunitense Star Wars Rebels.

## Prima stagione
Il 16 settembre 2016 è stata pubblicata la colonna sonora della prima stagione della serie.

### Tracce
1. Rebels Theme – 0:55
2. Speeder Bike Chase – 1:12
3. Ezra Sneaks Aboard – 1:07
4. TIE Fighter Pursuit – 3:14
5. Ezra's Theme – 2:44
6. Ezra Meets the Team – 2:40
7. Team Steals a Walker – 1:42
8. Sabine – 1:27
9. Kallus – 0:56
10. It's a Trap! – 1:55
11. Commander Meiloorun – 1:32
12. Storm the Ship – 1:13
13. The Inquisitor – 0:35
14. Reunited – 1:12
15. Passed the Test – 1:37
16. Familiar Pilot – 0:35
17. All for Fruit – 2:06
18. Enter the Inquisitor – 1:54
19. Lando and the Rebels – 1:07
20. Sabine's Chase – 1:39
21. Glory of the Empire – 1:49
22. Imperial Inquisition – 2:10
23. Alliance – 0:58
24. Hera and Ezra Talk – 1:11
25. Kanan at the Gate – 2:27
26. Yoda's Guidance – 1:10
27. Inquisitor Duel – 2:32
28. What's the Force? – 1:59

## Seconda stagione
Il 30 settembre 2016 è stata pubblicata la colonna sonora della seconda stagione della serie.

### Tracce
1. A Jedi Leader – 1:06
2. You're the Bait! – 3:14
3. Rex and Ahsoka Reunited – 1:02
4. Your Master Has Deceived You – 1:06
5. Twin Moons – 1:47
6. Kanan Salutes Rex – 0:45
7. Kidnapping Fenn Rau – 1:08
8. Hera Soars – 2:35
9. Ezra and Leia – 2:07
10. Hondo and Ezra Escape – 2:15
11. Team Steals the Cargo – 1:24
12. Best Pilot in the Galaxy – 2:37
13. Kanan and Hera – 1:35
14. Ketsu and Sabine's History – 1:24
15. Ahsoka Duels the Inquisitors – 2:30
16. Finding Lasan – 2:01
17. Journey Into the Star Cluster – 2:48
18. Can't Protect Ezra Forever – 2:14
19. Ezra and the Pergill – 1:24
20. Pergill in Hyperspace – 1:36
21. Cham – 1:17
22. Chopper's Inside Info – 2:18
23. Zeb Rock – 1:07
24. The Great Pergill – 1:56
25. Maul – 1:00
26. Ezra Trusts Maul – 1:37
27. Maul and Ezra – 1:24
28. Blinded – 1:28
29. Kanan's Mask – 1:04
30. A Master and an Apprentice – 1:07
31. Anakin and Ahsoka – 1:17
32. Where the Sun Sails and the Moon Walks – 1:55
33. It's Over Now – 1:54